# Čínská univerzita v Hongkongu
Čínská univerzita v Hongkongu je veřejná výzkumná univerzita sídlící v Nových teritoriích v Hongkongu. Byla založena v roce 1963 jako federace tří vysokých škol – New Asia College (založena 1949), Chung Chi College (1951) a United College (1956). Je tak druhou nejstarší hongkongskou univerzitou (po Hongkongské univerzitě). Je organizována do devíti vysokých škol a osmi fakult, přičemž federální charakter byl postupně potlačen. Vyučovacími jazyky jsou angličtina a čínština. Pojem "čínská" v názvu školy původně značil, že se univerzita hlásí k čínské kultuře (to proto, že zakladatelé New Asia College byli v roce 1949 čínští nacionalističtí utečenci z komunistické Číny, a že se na škole vyučovalo i čínsky, zatímco na Hongkongské univerzitě jen anglicky). V roce 2023 studovalo na škole přes 21 tisíc studentů. Podle QS World University Rankings 2025 je Čínská univerzita v Hongkongu 36. nejkvalitnější vysokou školou na světě, 8. v Asii a 4. v Číně.
Během protestů v Hongkongu v letech 2019–20 se kampus univerzity stal místem řady střetů mezi protestujícími a policií. Studenti narušili dopravu v blízkosti univerzity, včetně dálnice Tolo Harbour Highway, čímž se zapojili do generální stávky 11. listopadu 2019. 12. listopadu vstoupila do kampusu pořádková policie. Vypálila 1567 nábojů slzného plynu a 1312 gumových projektilů. Protestující stavěli barikády, házeli cihly a molotovovy koktejly. Policie univerzitu obléhala dva dny, až do 15. listopadu. Tehdy většina protestujících opustila kampus. Univerzitní senát pak odhlasoval zrušení probíhajícího semestru. Nejméně 70 studentů bylo při protestech zraněno.